# Dioscorea transversa
Dioscorea transversa är en enhjärtbladig växtart som beskrevs av Robert Brown. Dioscorea transversa ingår i släktet Dioscorea och familjen Dioscoreaceae. Inga underarter finns listade i Catalogue of Life.